# Трстјењице (Знојмо)
Трстјењице (чеш. Trstěnice) је насељено мјесто са административним статусом сеоске општине (чеш. obec) у округу Знојмо, у Јужноморавском крају, Чешка Република.

## Становништво
Према подацима о броју становника из 2014. године насеље је имало 549 становника.